# Paolo Navigajoso
Paolo Navigajoso (fallecido en 1277) fue un descendiente de la noble familia veneciana Navigajoso y tercer gobernante latino de la isla de Lemnos en Grecia.
Paolo era el hijo mayor y heredero de Leonardo Navigajoso. A la muerte de su padre en 1260, heredó el gobierno de la mitad de Lemnos, así como el título de megaduque del Imperio latino, que continuó utilizando aunque los restos del Imperio latino cayeron ante los griegos bizantinos del Imperio de Nicea en 1261. Junto con sus dos hermanos, Filippo y Nicolao, y sus primos, Giovanni Foscari y Filocalo Gradenigo, que controlaban la otra mitad de la isla, se opusieron a los bizantinos cuando atacaron la isla en 1276 bajo Licario. Licario sin embargo persistió y gradualmente tomó la isla, con uno a uno de los príncipes latinos cayendo en  batalla. La principal fortaleza de Kastro continuó resistiéndose, y después que Paolo fue asesinado en 1277, su viuda, la hija de Ángelo Sanudo, siguió defendiéndola hasta que se vio obligada a renunciar a ella en 1278.